# مجید بختیار
مجید بختیار (زاده ۱۲۹۸ - درگذشته ۱۵ امرداد ۱۳۴۸) سیاستمدار ایرانی بود، که در دوره بیستم مجلس شورای ملی، به‌عنوان نماینده اردل از استان چهارمحال و بختیاری در مجلس حضور داشت. وی در اثر سانحه هوایی درگذشت. او فرزند غلامحسین خان سالار محتشم بود.